# Seznam kolumbijskih kardinalov
Seznam kolumbijskih kardinalov.

## C
- Darío Castrillón Hoyos
- Luis Concha Córdoba

## J
- Jorge Enrique Jiménez Carvajal

## L
- Alfonso López Trujillo
- Crisanto Luque Sánchez

## P
- José de Jesús Pimiento Rodriguez (1919-2019)

## M
- Aníbal Muñoz Duque

## R
- Mario Revollo Bravo
- Pedro Rubiano Sáenz
- Luís José Rueda Aparicio

## S
- Rubén Salazar Gómez